# 875년

## 연호
- 당(唐) 건부(乾符) 2년
- 일본(日本) 조간(貞観) 17년

## 기년
- 당(唐) 희종(僖宗) 2년
- 신라(新羅) 경문왕(景文王) 15년 / 헌강왕(憲康王) 원년
- 발해(渤海) 대현석(大玄錫) 5년

## 사건
- 중국 당나라, 황소의 난
- 신라, 경문왕이 세상을 떠나자 아들 정이 왕의 자리에 오름.

## 사망
- 8월 12일 - 신성로마제국의 루트비히 2세
- 8월 16일 - 신라(新羅) 48대 국왕(國王) 경문왕(景文王)